# Batalla de Boratycze
La Batalla de Boratycze ocurrió el 14 de septiembre de 1939, durante la Invasión de Polonia. La 24.ª División de Infantería polaca, comandada por el general Kazimierz Fabrycy, y apoyada por unidades del Cuerpo de Protección de la Frontera, se enfrentó con la 2.ª División de Montaña proveniente de Alemania. La batalla tuvo lugar cerca de Boratycze, pueblo ubicado entre Przemysl y Lwow.
Entre el 11 y 12 de septiembre de 1939, la 24.ª Infantería de Polonia al mando del coronel Alfred Krajewski sostuvo una sangrienta batalla con la 2.ª División de Montaña cerca de Bircza. Los polacos sufrieron grandes pérdidas, y el 12 de septiembre, al anochecer, los alemanes irrumpieron en sus posiciones, forzándolos a retroceder hacia Olszany y Rokszyce. El general Kazimierz Sosnkowski, quién dirigía el Frente del sur polaco, ordenó al general Fabrycy a marchar con sus unidades hacia Lwow. La 24.ª División se retiró detrás del Río San, pero como resultado de eso, el ala sur de defensa de Przemysl quedó sin protección. El 14 de septiembre todas las unidades que defendían Przemysl fueron retiradas de la ciudad (ver Batalla de Przemysl (1939)).
El 14 de septiembre, cerca de Boratycze, el 1.er Batallón del 39.° Regimiento de Infantería polaco atacó a una unidad de reconocimiento de la 2.ª División de Montaña, forzándola a retirarse. A eso del mediodía, la división polaca se concentró cerca de Tyszkowice, junto con su artillería, el 155.° Regimiento de Infantería y parte del Batallón Zytyn del Cuerpo de Protección de la Frontera (KOP por sus siglas en polaco). Cerca de Popowice, el 38.° Regimiento de Infantería de Rifles de Lwow se concentró, junto con el 1.er Regimiento de Infantería e Karpaty KOP, mientras cerca de Chodnowice, el 39.° Regimiento de Infantería fue localizado. Todas las unidades polacas fueron atacadas por la Arma Aérea Alemana (Luftwaffe).
Con apoyo de la fuerza aérea, la 2.ª Infantería de Montaña alemana entró en la batalla. La mayor parte de esta estuvo concentrada en Boratycze, pero después del éxito inicial, los polacos contraatacaron, forzando a los alemanes a detenerser. La lucha ocurrió en bosques locales, y las pérdidas de ambos bandos fueron extremadamente altas. En la noche del 14 de septiembre, la 24.ª Infantería polaca fue ordenada por el general Sosnkowski a separarse del enemigo y a marchar hacia el este.
Por la mañana del día siguiente, la división polaca se encontraba en el área de Mostyska. Como era imposible marchar a Lwow vía Grodek Jagiellonski, el general Sosnkowski les ordenó marchar al noreste, al bosque Janow, y luego a Lwow.
La Batalla de Boratycze es conmemorada en la Tumba del Soldado Desconocido, en Varsovia, con la inscripción "BORATYCZE 14 IX 1939".